# Шпильковые змеи
Шпильковые змеи (лат. Atractaspidinae) — подсемейство змей из семейства Lamprophiidae или отдельное семейство Atractaspididae.

## Роды
- Африканские белогубые змеи Amblyodipsas Peters, 1857
- Многоножкоеды Aparallactus A. Smith, 1849
- Земляные гадюки Atractaspis A. Smith, 1849
- Короткие змеи, брахиофисы Brachyophis Mocquard, 1888
- Двухголовые змеи, хилоринофисы Chilorhinophis Werner, 1907
- Эляпотинусы Elapotinus Jan, 1862
- Гипоптофисы Hypoptophis Boulenger, 1896
- Натальские черные змеи, Макроэляпсы Macrelaps Boulenger, 1896
- Микрелапсы Micrelaps Boettger, 1880
- Пецилофолисы Poecilopholis Boulenger, 1903
- Полемоны Polemon Jan, 1858
- Иглоносые змеи Xenocalamus Günther, 1868